# 기적의 메달

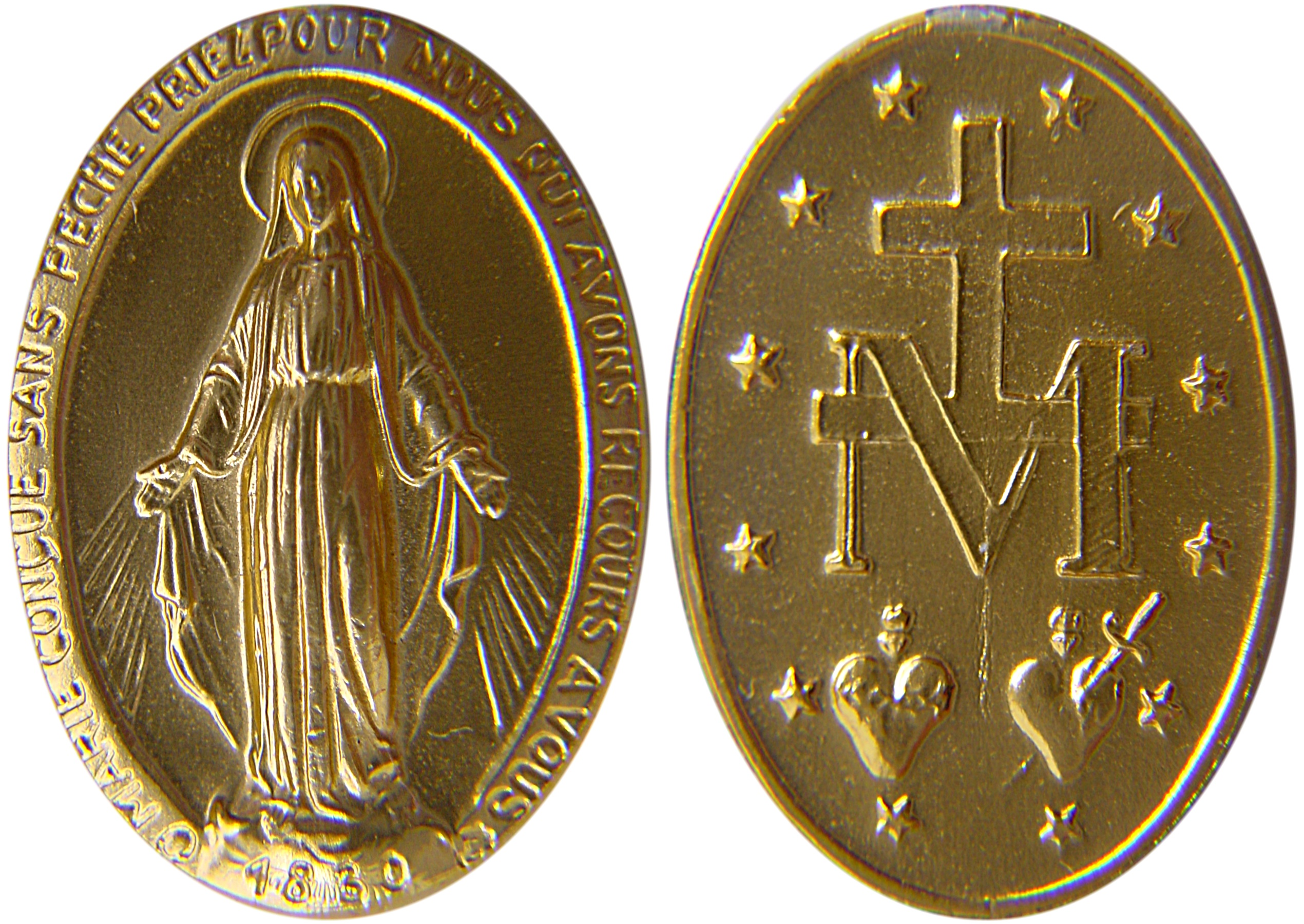
기적의 메달 (앞면과 뒷면)

기적의 메달(라틴어: Numisma Mirabile, 프랑스어: Médaille Miraculeuse) 또는 기적의 패는 성녀 가타리나 라부레가 성모 마리아의 요청에 따라 만든 메달이다.
전 세계의 많은 가톨릭 신자들은 믿음을 갖고 착용하면 성모 마리아의 전구를 통하여 하느님의 특별한 은총을 받을 수 있다고 여겨 기적의 메달을 목에 걸고 다닌다.
성모님께서 프랑스 파리 자비의 수녀원의 가타리나 라부레 수녀에게 처음 발현하신 것은 1830년 7월 18일 밤이었다. 가타리나 수녀는 너무나 아름다운 목소리에 잠이 깼다. “수녀님, 성당으로 가 보셔요. 복되신 동정녀께서 기다리고 계십니다.” 깨어보니 흰옷을 입은 4, 5세가량의 소년이 서 있었으며, 소년에게서는 찬란한 빛이 발산되었다. 당황하는 가타리나 수녀를 소년, 아니 천사가 안심시켰다. “걱정 마셔요. 지금은 11시 30분이고 사람들은 잠들어 있어요. 어서 가요. 내가 수녀님과 함께 가겠어요.” 가타리나 수녀는 천사를 따라 성당으로 향했다. 그러자 성당으로 들어가는 입구에 등이 환하게 켜져 있었고, 성당 문은 천사가 손을 대자마자 열렸으며, 놀랍게도 성당 안은 마치 자정미사라도 드리려고 준비한 듯 불이 환하게 켜져 있었다. 천사는 가타리나 수녀를 감실 앞 난간으로 인도했다. 가타리나 수녀는 무릎을 꿇었다. 천사는 이 말을 세 번 반복했다. “복되신 동정녀께서 여기 계십니다.” 그 순간 어디선가 명주 자락이 끌리는 것 같은 소리가 나더니 눈부신 광채로 싸인, 비할 데 없이 아름다운 성모님께서 제대 앞에 나타나셨다. 성모님께서는 앞으로 몇 걸음 걸어 나오시더니 수녀원에 미사 드리러 오는 신학교 교장 신부님을 위해 마련되어 있는 의자에 앉으셨다. 성모님께서는 상아빛 부인복 위에 푸른 망토를 걸치셨고 머리에는 흰 베일을 쓰고 계셨다. 가타리나 수녀는 앞으로 걸어 나가 합장한 두 손을 성모님의 무릎 위에 얹었다. 그 순간 “일생 중 가장 큰 행복과 형용할 수 없는 기쁨에 휩싸였다.” 이때 성모님께서 말씀하셨다. “나의 딸아, 하느님께서 네가 사명을 맡기를 원하신다. 그 일을 하려면 너는 많은 고통을 당할 것이다. 그러나 두려워하지 마라, 너는 은총을 받을 것이다. 지금은 악한 시대이다. 프랑스에는 곧 무서운 일이 닥쳐올 것이다. 왕실이 넘어질 것이며 전 세계는 무서운 재난을 당할 것이다. 하지만 믿고 열심히 청하는 사람에게는 큰 사람, 작은 사람 할 것이 없이 풍성한 은총이 내릴 것이다. 제대 앞으로 오너라. 거기로 오는 모든 사람에게 은총이 쏟아질 것이다. 많은 박해가 있을 것이며 십자가는 업신여김을 받아 땅에 세차게 내던져질 것이고 피가 사방에 넘쳐흐를 것이다. 그리고 대주교도 죽임을 당할 것이다.” 이어서 이렇게 말슴하셨다 “내 눈은 항상 네게 머물러 있으며 네게 많은 은총을 내려주겠다. 그리고 청하는 사람에게는 기도하는데 게으르지 마라.” 이 말씀을 마치시고 성모님께서는 구름처럼 사라지셨다. 가타리나 수녀는 한동안 무릎을 꿇은 채 옴짝달싹도 할 수 없었다. 천사도 가타리나 수녀의 곁을 지켜주다가 다시 침실로 인도해 주고는 사라졌다. 침실로 돌아왔을 때 기둥시계가 새벽 2시를 알렸다. 발현이 2시 30분 정도 지속되었던 것이다. 훗날 가타리나 수녀는 이날의 감회를 이렇게 표현했다. “내 생애에서 가장 고귀한 시간이었다. 그때 내가 체험한 것을 제대로 표현하기간 불가능하다.” 성모님의 발현 직후 파리에서 혁명이 일어났다는 소문이 들려왔다. 성모님께서 이미 예언하신 대로, 많은 사람들이 죽었으며 십자가는 모욕을 당하고 수도원과 교회는 사람들의 무리로 들끓었다. 뤼뒤박의 수녀원도 포화로 진동하고 폭도들에게 포위되었다. 하지만 성모님의 약속은 헛되지 않아, 가타리나 수녀가 사는 수녀원은 아무런 해도 입지 않았다.

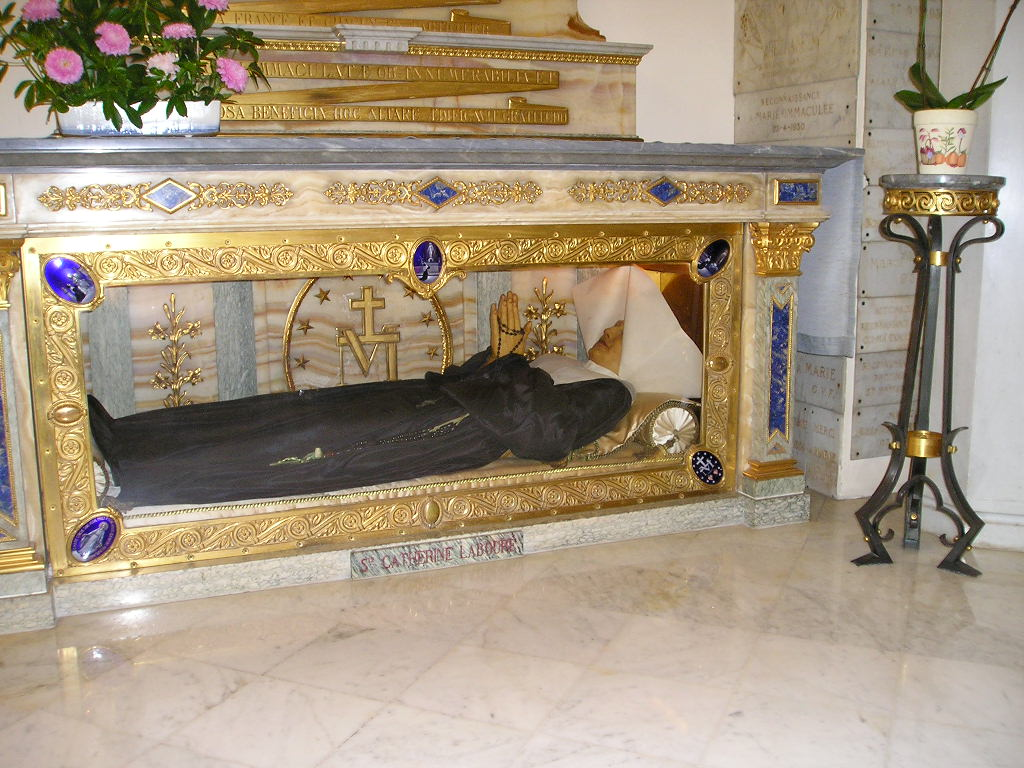
성녀 가타리나 라부레의 유해를 모신 유리관

1830년 11월 27일 토요일 오후 5시 30분경이었다. 묵상 시간이었기에 가타리나 수녀는 수녀원 성당에서 무릎을 꿇고 있었다. 다른 수녀들도 있었다. 그때 명주 자락이 스치는 것 같은 소리가 가타리나 수녀의 귀에 어렴풋하게 들렸다. 바로 그 순간 제대 위에 성모님께서 나타나셨다. 성모님께서는 커다란 지구의 위에서 뱀을 밟고서 십자가가 꽂힌 작은 지구의를 손에 들고 계셨다. 그리곤 하느님께 바치시려는 듯 작은 지구의를 높이 쳐들었다. 그러자 손가락에 끼고 있는 보석에서는 여러 가락의 빛이 흘러나와 성모님의 발아래에 있는 큰 지구의를 비추었다. 성모님께서 눈을 아래로 향하신 채 가타리나 수녀에게 말씀하셨다. “네가 보는 이 지구의는 세계를 상징한다. 나는 세계를 위하여, 또 이 안에 사는 모든 사람들을 위하여 기도한다. 이 빛은 내게 청하는 사람들에게 내려주는 은총을 의미한다. 그러나 많은 사람들이 이 은총을 받지 못하는데, 청하지 않기 때문이다.” 이 말씀을 하신 후 성모님께서 두 손을 펴면서 팔을 아래로 넓게 펼치시자 손에 들고 있던 지구의는 사라졌다. 성모님의 주위에 타원형의 테두리가 형성되더니 불꽃처럼 번쩍이는 금빛 글씨가 나타났다. “Ô Marie, conçue sans péché, priez pour nous qui avons recours à vous (오, 원죄 없이 잉태되신 마리아님, 당신께 의탁하는 저희를 위하여 빌어주소서)” 이때 성모님께서 명령조로 말씀하셨다. “이런 모양으로 메달을 만들어라. 믿는 마음으로 이 메달을 착용하는 사람은 누구나 큰 은총을 받을 것이다. 특히 목에 걸고 다니면 좋다.” 갑자기 모습이 바뀌면서 뒷면이 보였는데 거기에는 커다란 M자 위에 십자가가 있고 십자가 아래에는 막대기가 가로놓여 있었다. 그 밑에는 두 개의 거룩한 심장이 있었는데, 주님의 성심(예수 성심)은 가시관으로 둘러싸여 있었고, 성모님의 성심(성모 성심)은 창에 찔려 있었다. 그리고 열두 개의 빛나는 별들이 이 모든 것을 둘러싸고 있었다. 1830년 12월 말경, 성모님께서 세 번째로 발현하셨다. 그날 밤 가타리나 수녀가 성모님을 뵙고 싶은 간절한 마음으로 열렬히 기도하고 있을 때, 성모님께서 전처럼 “Ô Marie, conçue sans péché, priez pour nous qui avons recours à vous (오, 원죄 없이 잉태되신 마리아님, 당신께 의탁하는 저희를 위하여 빌어주소서)”라는 글자로 둘러싸여 모습을 드러내셨다. 메달을 만들라는 말씀을 다시 하셨다.
가타리나는 고해 사제인 알라델에게 이 사실을 알려주며 마리아의 메달을 만들 수 있도록 도와 달라고 청원하였다. 알라델 신부는 2년의 세월 동안 가타리나의 일상생활을 매일 관찰하고 나서, 파리 대교구장에게 가타리나의 정체를 밝히지 않고 성모 발현 이야기를 들려주었다. 가타리나의 청원이 받아들여져 메달이 대량 생산되어 보급되기 시작했다. 이 메달을 통해 많은 치유와 회개가 있었다는 것이 보고되자 이때부터 이 메달을 “기적의 메달”이라고 부르게 되었다. 사람들에게 메달의 효험이 알려지자 곧 세계 곳곳으로 퍼져 나갔다.

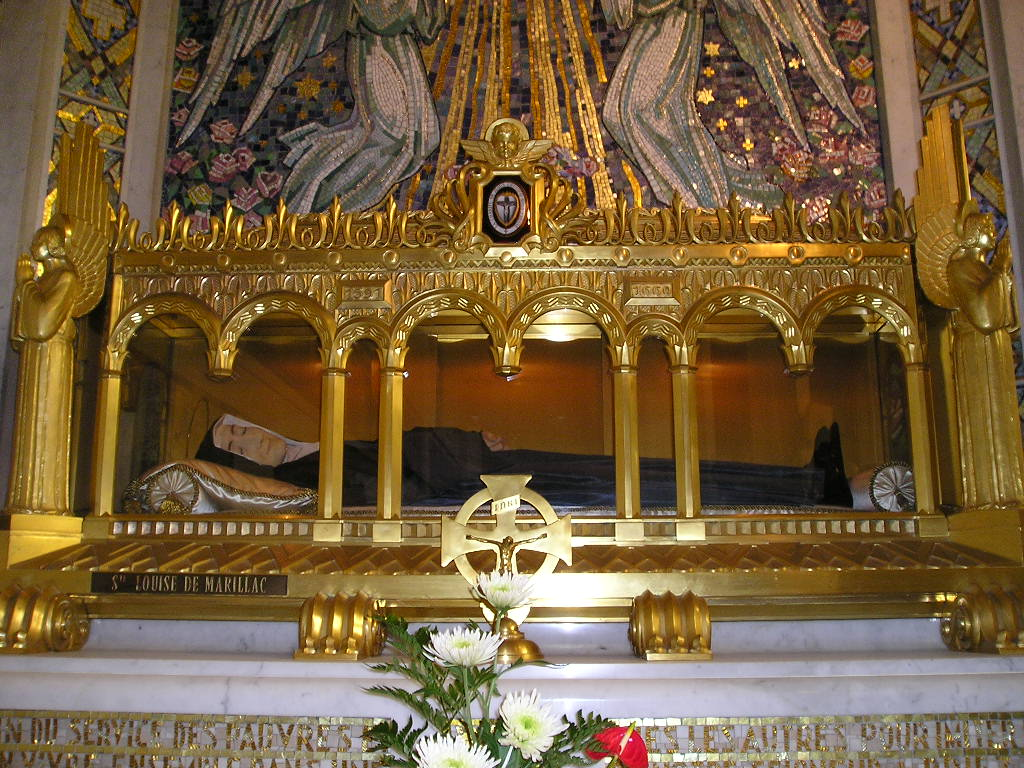
성녀 루도비카 드 마릴락의 유리관

기적의 메달에 의해서 일어난 수많은 기적 가운데 하나는 "프랑스 스트라스부르에서 살고 있던 유대인 은행원 알퐁소 폰 라티스본(Alpons von Ratisbonn)은 이스라엘 율법에 아주 해박한 골수 유대인이었으며, 당연히 가톨릭교회와 그 신앙을 경멸했다. 1842년 1월 20일 알퐁소는 배를 타고 지중해의 몰타로 향하고 있었다. 그리고 항해 도중 멀미 때문에 휴식을 취하러 배를 정박시키고 로마에 들어갔는데, 거기서 더 심한 구토를 느꼈다. 그 후 알퐁소는 친구인 부시에르(Bussierr) 남작을 만났는데, 가톨릭 신자인 남작은 이 유대인 친구에게 깊은 동정심을 느꼈다. 남작은 가톨릭교회의 진리를 가르쳐 주고 신앙에 관한 여러 가지를 알려 주면서 가련한 친구를 가톨릭교회로 인도하려고 애썼다. 하지만 알퐁소는 기적의 메달에 관한 부탁만을 받아들이고 다른 조언은 모두 거부했다. 이때 남작은 기적의 메달을 친구의 목에 걸어주면서 이 기도(라틴어 원제목은 ‘Memorare’이며 구 가톨릭 기도서에는 ‘성모님께 드리는 호소’로 번역되었음)를 소리 내어 바쳤다. “지극히 인자하신 동정 마리아님, 생각하소서. 어머니 슬하에 달려들어 도움을 애원하고 전구를 청하고도 버림받았다 함을 일찍이 듣지 못하였나이다. 저희도 굳게 신뢰하는 마음으로 어머니 슬하에 달려들어 어머니 앞에서 죄인으로 눈물을 흘리오니, 동정녀 중의 동정녀이신 천주의 성모님, 저희의 기도를 못 들은 체 마시고 인자로이 들어 주소서. 아멘.” 그리고 어느 날 알퐁소는 다른 친구의 장례식에 참례하러 로마의 산탄드레아 델레 프라테(Sant‘ Andrea delle Fatte) 성당에 가게 되었다. 때는 정오였다. 성당 정문에 이르렀을 때 갑자기 검은 개 한 마리가 알퐁소에게 덤벼들더니 순식간에 휙 사라지는 게 아닌가! 그리곤 소성당의 수호천사 성상에서 빛이 환하게 쏟아지더니 아름다운 여인이 보였다. 바로 그의 목에 걸린 기적의 메달에 새겨진 성모님의 모습이었다. 그렇게 성모님을 직접 자신의 두 눈으로 본 후 그는 회개하고 세례를 청했다. 그리하여 그는 교회의 규정에 따라 교리를 배운 뒤 로마에 있는 예수회 수도원에서 세례성사(洗禮聖事)를 받았다. 훗날 알퐁소 폰 라티스본(Alpons von Ratisbonn)은 예수회의 수도자가 되었으며, 중국 선교를 원했지만 허락되지 않았다. 하느님의 뜻은 다른 데 있었다. 알퐁소 수사는 수도회의 이해를 구하고 예수회를 떠난 다음 시온의 성모회에 들어갔다. 거기서 그는 자신의 동족인 유대인들에게 주 예수 그리스도의 복음을 전하는 데 열성을 다하다가 1884년에 선종했다."는 것이다.
성녀 가타리나가 성모 발현을 목격했던 성당은 사랑의 딸회의 파리 본부의 모원(母院)에 자리 잡고 있다. 성당 안에는 성 빈챈시오 드 바오로성인과 사랑의 딸회의 공동 창설자인 성녀 루이즈 드 마리악과 성녀 가타리나 라부에의 시신들이 안치되어 있으며, 매일 평일 미사와 주일 미사마다 가톨릭 신자들의 방문이 계속되고 있다.